# رادنيتشكي نيش
نادي رادنيتشكي نيش لكرة القدم (بالصربية: Фудбалски клуб Раднички Ниш) نادي كرة قدم صربي يلعب في دوري الدرجة الثالثة. تم تأسيس النادي في سنة 1923.